# Filipa de Coucy
Filipa de Coucy (em inglês:  Philippa; c. 1367 — Outubro de 1411)  foi condessa de Oxford e duquesa da Irlanda como esposa de Roberto de Vere, Duque da Irlanda. 

## Família
Filipa foi a segunda filha de Enguerrando VII de Coucy e de sua primeira esposa, Isabel de Coucy, princesa de Inglaterra. Os seus avós paternos eram Enguerrando VI de Coucy e Catarina de Áustria. Os seus avós maternos eram o rei Eduardo III de Inglaterra e Filipa de Hainault, de quem a duquesa recebeu seu nome.
Filipa tinha uma irmã mais velha, Maria, condessa de Soissons, herdeira de Coucy e Oisy, esposa de Henrique de Bar, marquês de Pont-à-Mousson. 
Após a morte de Isabel, Enguerrando se casou em 1386 com Isabel de Lorena, senhora de Florennes, Martigny e Rumigny. Com ela teve uma filha apenas: Isabel, condessa de Soissons, esposa do conde Filipe II de Nevers.

## Biografia
Filipa era herdeira de Morholm, em Wirisdale. Em 1397, ela herdou as terras de seu pai.
No dia 5 de outubro de 1376, Filipa se casou com Roberto de Vere, duque da Irlanda, marquês de Dublin e 9.° conde de Oxford. Ele um favorito do primo de Filipa, o rei Ricardo II de Inglaterra. A noiva tinha cerca de nove anos e o noivo, quatorze. O casal não teve filhos.
Roberto era filho de Tomás de Vere, 8.° Conde de Oxford e de Matilde de Ufford, que em 1404 participou de uma conspiração para depor o rei Henrique IV, e colocar novamente no trono Ricardo II, que havia sido deposto pelo próprio primo Henrique.
Em 1378, a duquesa foi apontada uma Dama da Ordem da Jarreteira.
Em 1387, Roberto repudiou Filipa, e eles se divorciaram com a permissão do Papa Urbano VI. Outro fator pode ter sido a falta de filhos após onze anos de casamento. Ele tinha tomado como amante a boêmia Inês de Launcekrona, dama de companhia da rainha Ana da Boêmia, consorte de Ricardo II, com quem veio a se casar. O divórcio enfureceu os seus tios, os duques de Lencastre, Iorque e Gloucester.
Matilde, a mãe do duque, apoiou a nora, a quem considerava "mais querida do que se ela fosse sua própria filha". Além disso, levou Filipa para morar consigo.
Mesmo após o divórcio, Filipa manteve seus títulos de condessa de Oxford e duquesa da Irlanda. 
O rei a fez dama de companhia da princesa Isabel de Valois, a caminho da Inglaterra, onde tornou-se a segunda esposa de Ricardo II. A duquesa também ficou responsável pela educação da jovem.
Filipa acompanhou Isabel em sua viagem para a França, após a morte do rei, em 1400. 
Filipa faleceu em outubro de 1411, com aproximadamente 44 anos de idade.